# 恆礁
恒礁位于中国南沙群岛中部，北恒礁西南约14海里。1935年中华民国水陆地图审查委员会公布的名称为“干机斯礁”，1947年中华民国内政部方域司公布的名称和1983年中国地名委员会公布的标准名称均为“恒礁”。西方文献一般称为“Ganges Reef”。有些文獻指恒礁實際上不存在，英美最新出版的航海圖也對恒礁沒有記載。